# Claudine Bouché
Claudine Bouché, née le 27 septembre 1925 à Fontainebleau et morte le 7 avril 2014 dans le 16e arrondissement de Paris,, est une monteuse française, connue pour son travail sur des films de François Truffaut, François Ozon, Alexandre Astruc, Tony Gatlif et John Berry.

## Filmographie partielle
- 1951 : Garou-Garou, le passe-muraille de Jean Boyer
- 1956 : C'est arrivé à Aden de Michel Boisrond
- 1956 : Bonsoir Paris, bonjour l'amour de Ralph Baum
- 1957 : Une Parisienne de Michel Boisrond
- 1960 : Tirez sur le pianiste de François Truffaut
- 1961 : Tire-au-flanc 62 de François Truffaut et Claude de Givray
- 1962 : Jules et Jim de François Truffaut
- 1962 : Antoine et Colette de François Truffaut (moyen métrage du film à sketches L'Amour à 20 ans)
- 1964 : La Peau douce de François Truffaut
- 1968 : La Mariée était en noir de François Truffaut
- 1974 : Emmanuelle de Just Jaeckin
- 1975 : La Faille de Peter Fleischmann
- 1977 : … Comme la lune de Joël Séria
- 1977 :  L'extrême-Onction (court-métrage) de Dominique Martial
- 1984 : Le Garde du corps de François Leterrier
- 1985 : Tranches de vie de François Leterrier
- 1985 : L'Amour propre ne le reste jamais très longtemps de Martin Veyron
- 1985 : Le Neveu de Beethoven de Paul Morrissey
- 1986 : Rue du départ de Tony Gatlif
- 1987 : Les Deux Crocodiles de Joël Séria
- 1989 : Pleure pas my love de Tony Gatlif
- 1990 : Bal perdu de Daniel Benoin
- 1995 : En mai, fais ce qu'il te plaît de Pierre Grange
- 1998 : Terminus paradis de Lucian Pintilie
- 1999 : Les Amants criminels de François Ozon
- 2000 : Gouttes d'eau sur pierres brûlantes de François Ozon